# Iseo (Italië)

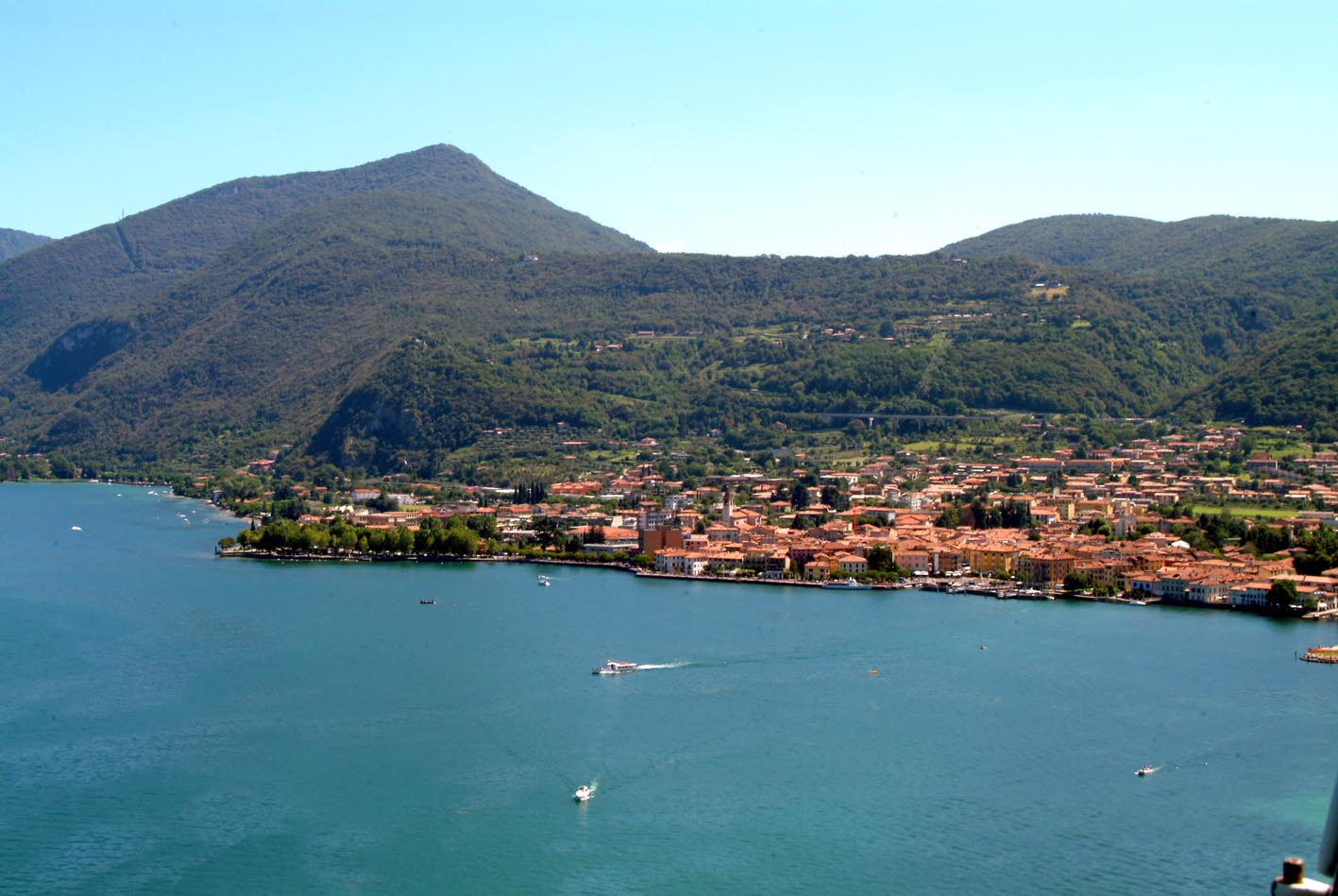

Iseo is een kleine stad in de provincie Brescia, in de regio Lombardije (Noord-Italië) en ligt in het zuiden aan het gelijknamige meer (Iseomeer).
De plaats wordt al sinds de prehistorie bewoond, sinds de Romeinse tijd de belangrijkste havenplaats aan het meer. In de middeleeuwen werd Iseo beschermd door een stadsmuur en kasteel en was het belangrijk voor het nabije Brescia.
De belangrijkste bezienswaardigheden van de plaats zijn het kasteel "Oldofredi" en de kerk "Sant'Andrea".
Ten zuiden van Iseo ligt het natuurreservaat Torbiere del Sebino, een veengebied dat vooral voor vogels erg belangrijk is. Hierachter ligt het heuvellandschap van de Franciacorta, een  bekend wijngebied.

## Geboren
- Alessandro Romele (2003), wielrenner